# چیخ امبوج
چیخ امبوج (انگلیسی: Cheikh Mbodj؛ زادهٔ ۱ اوت ۱۹۸۷) بازیکن بسکتبال اهل سنگال است.
وی در مسابقات کشوری و بین‌المللی در مجموع برندهٔ ۱ مدال برنز شده‌است.